# Cedeira

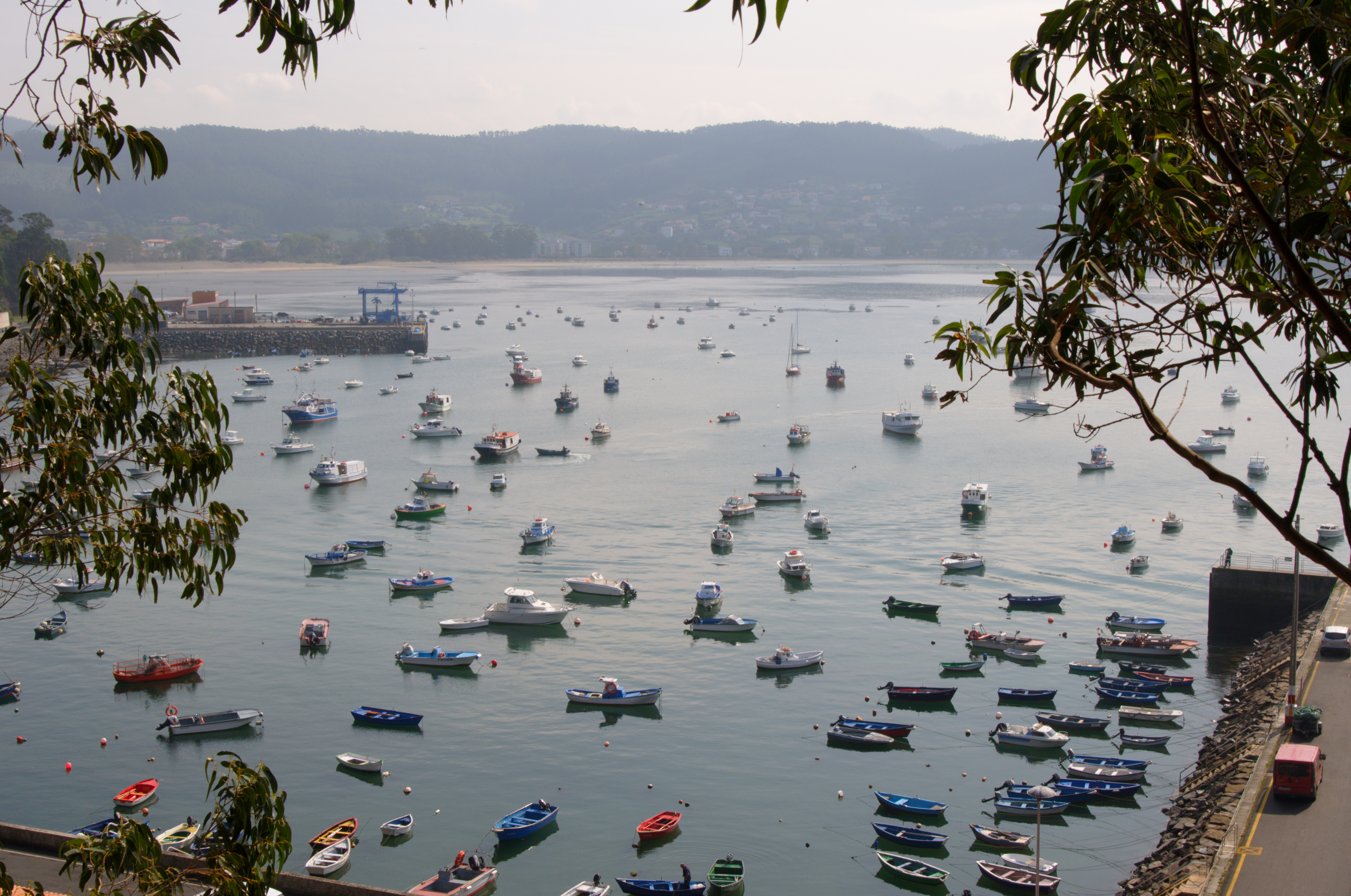
Der Hafen von Cedeira

Cedeira ist eine kleine Hafenstadt und Seebad in der Provinz A Coruña an der Nordküste Galiciens.

## Geografische Lage
Cedeira liegt in der nach ihr benannten geschützten Bucht Ría de Cedeira an der Mündung der kleinen Flüsse Río Condomiñas und Río Mestas. Letzterer bildet die Grenze zum Gebiet der Gemeinde Valdoviño. Nach Osten hin erstreckt sich das Gemeindegebiet bis zur Garita de Herbeira auf der Serra da Capelada. Zu diesem Gebiet gehört auch die Wallfahrtskirche San Andrés de Teixido.

## Bevölkerungsentwicklung der Gemeinde
Quelle:INE-Archiv - grafische Aufarbeitung für Wikipedia

## Gemeindegliederung
Die Gemeinde Cedeira ist in sieben Parroquias gegliedert:
| Parroquias           | Patrozinium        | Einwohner 2024 | Fläche km² | Dichte Einw./km² | Höhe msnm | Ortskennzahl |
| -------------------- | ------------------ | -------------- | ---------- | ---------------- | --------- | ------------ |
| Cedeira              | Santa María do Mar | 4.543          | 7,12       | 638              | 12        | 15022010000  |
| Cervo                | Santalla           | 148            | 12,24      | 12               | 60        | 15022020000  |
| Esteiro              | San Fiz            | 456            | 8,87       | 51               | 73        | 15022030000  |
| Montoxo              | San Xiao           | 293            | 14,31      | 20               | 0         | 15022050000  |
| Piñeiro              | San Cosme          | 373            | 4,71       | 79               | 109       | 15022060000  |
| Régoa                | Santa María        | 361            | 28,53      | 13               | 75        | 15022070000  |
| San Román de Montoxo | San Román          | 355            | 9,54       | 37               | 0         | 15022040000  |

## Wirtschaft
| Ackerbau, Viehzucht und Fischerei                                                  | 0253  | 011,47 |
| Industrie                                                                          | 0281  | 012,74 |
| Bauwirtschaft                                                                      | 0197  | 08,93  |
| Dienstleistungsbetriebe                                                            | 1.474 | 066,85 |
| Total                                                                              | 2.205 | 100,00 |
| * Daten aus dem Statistischen Amt für Wirtschaftliche Entwicklung in Galicien, IGE |       |        |

## Geschichte

### Vorgeschichte und Antike
Auf der Serra da Capelada finden sich die ältesten Nachweise menschlicher Besiedlung der Nachbarschaft: Mehr als 4.000 Jahre alte Steinwerkzeuge und die Überreste von Dolmen zeugen von jungsteinzeitlicher Kultur. Von der Kupfersteinzeit um 1.500 vor Christus zeugt ein einzelner Fund am Rande des Pfades von Teixido. Ein reicher Fund von polierten Steinbeilen ist aus der Bronzezeit überliefert. Ein Teil davon befindet sich im Besitz der Universität Santiago de Compostela, als Teil der Hinterlassenschaft des Historikers Federico Maciñeira. Ein anderer Teil, die Ausbeute lokaler Funde, befindet sich im Besitz der Stadt Cedeira. Sie sollen ihren Platz als Ausstellungsstücke in einem geplanten örtlichen Museum finden. Einige der Beile stammen aus der mediterranen Bronzezeit um 2.000 vor Christus, während andere in die atlantische Bronzezeit um 1.500 vor Christus datiert wurden.
Aus der späteren Eisenzeit fand die archäologische Feldforschung weitere wertvolle Stücke. Es gibt kaum eine Parroquia auf dem Gebiet von Cedeira, in der keine Zeugnisse von einer oder mehreren befestigten Siedlungen, sogenannten Castros, gefunden wurden. Aus jener Epoche stammt der goldene Halsreif von Montoxo, der heutzutage im nationalen archäologischen Museum ausgestellt ist. Eine Münze des Augustus aus dem Castro As Croas in Esteiro deutet darauf hin, dass dieser Ort auch in den frühen Phasen der Romanisierung noch besiedelt war.
Aus der Römerzeit liefert uns Ptolemäus schriftliches Zeugnis der Besiedlung der Region. In seinem geografischen Werk bezeichnet er die heutige Stadt Ortiguera als Lapatiancorum Promontorium, Kap der Lapatianker. So wurden in jener Zeit die Bewohner der Gegend genannt.

### Mittelalter

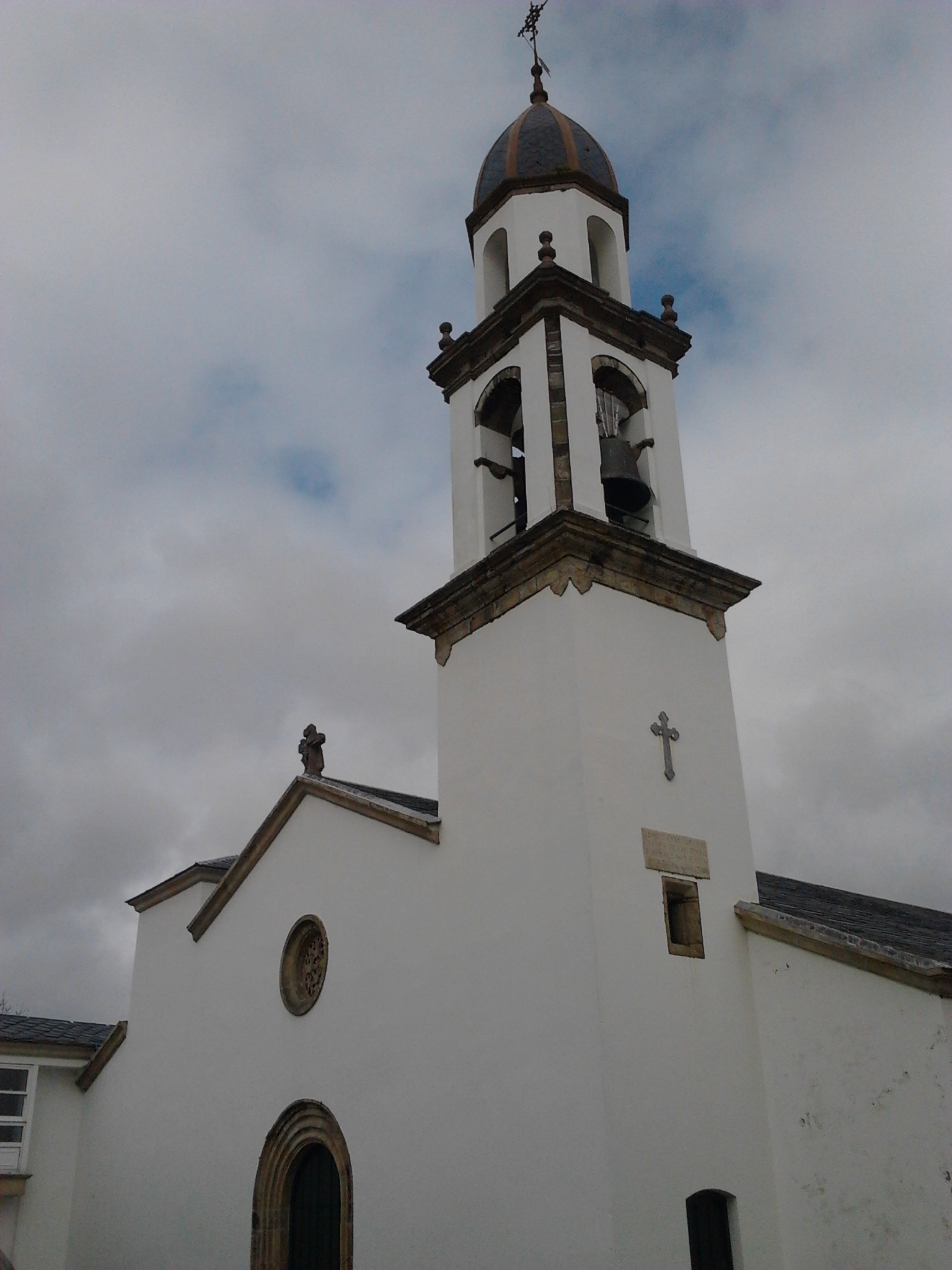
Santa María do Mar

Im neunten Jahrhundert gab es am Meeresufer einen Ort namens Cetaria, wohl der Vorläufer von Cedeira. Eine Kirche, die der heiligen Maria als Schutzpatronin des Meeres geweiht war, ist möglicherweise die Keimzelle der Siedlung, die im 12. Jahrhundert entstand. Mittelalterliche Pergamente berichten von einer Siedlung Terra de Cetaria. Dort herrschte die Adelsfamilie der Grafen Traba. Die Kirche war ein bedeutender Machtfaktor am Ort: Große Ländereien um Cedeira gingen im 12. Jahrhundert in den Besitz der Klöster von Pedroso, Xubia und Sobrado sowie des Malteserordens über. Im 13. Jahrhundert geschah dasselbe mit dem Kloster von Oseira. Ebenfalls im 13. Jahrhundert nahm der Ort über das Meer Handelsbeziehungen mit anderen Städten und Ländern auf.
Zu jener Zeit wurde eine Stadtmauer erbaut. Im 14. Jahrhundert entstand eine Burg. Damals wurden die Bewohner Vasallen der Adelsfamilie Lemos; ein Zustand, der bis in das frühe 19. Jahrhundert andauerte. Schriftstücke in großer Zahl sind aus jener Zeit erhalten. Sie berichten von der harten Arbeit in der Landwirtschaft, von betrügerischen Kaufleuten und Schreibern, von Geldsorgen der Adligen und der Ritter, der Angst vor feindlichen Angriffen von See aus, von Bündnissen und von Festen.

### Neuzeit

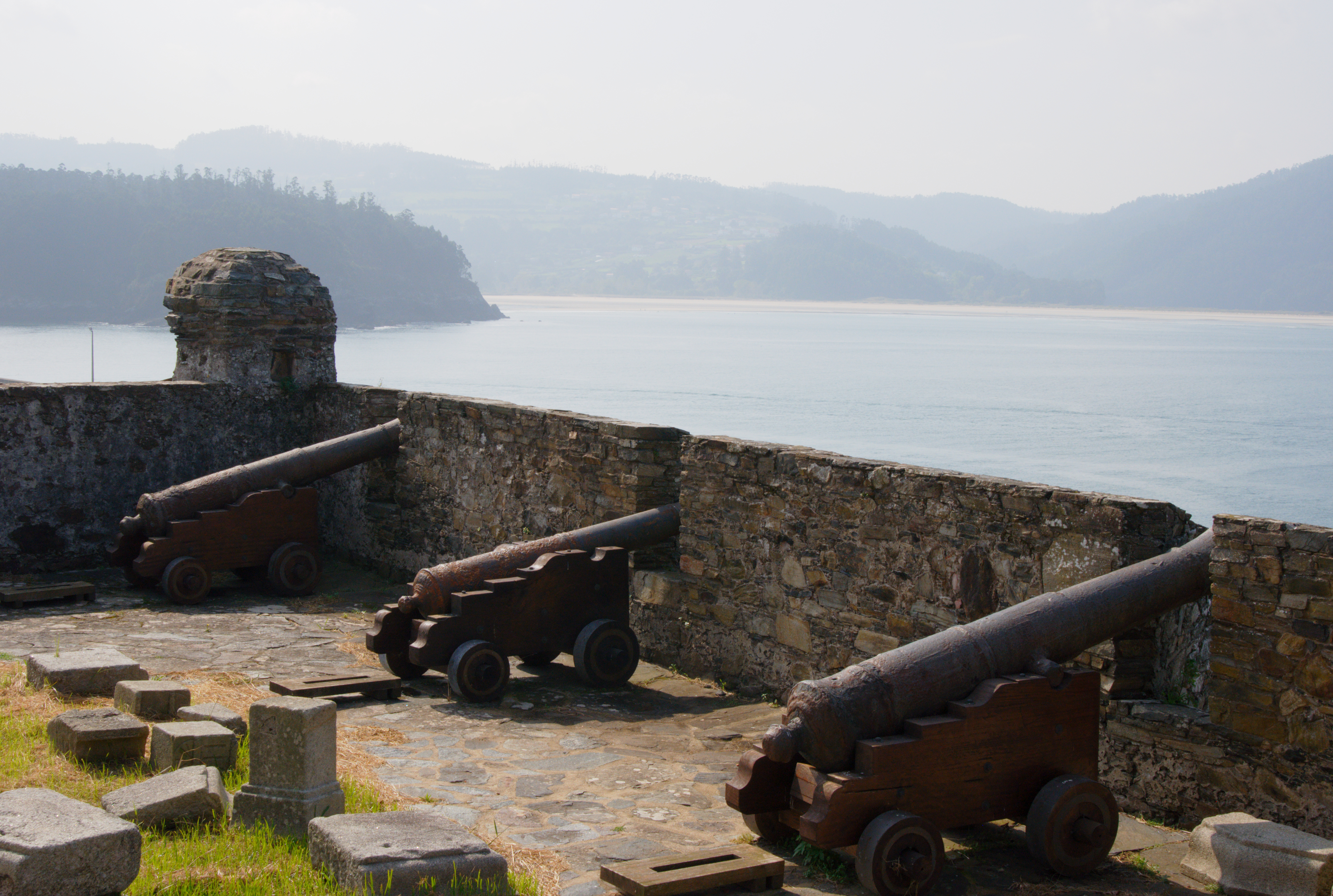
Castelo da Concepción

Im 18. Jahrhundert wurde das Castelo da Concepción zum Schutz vor britischen Angriffen erbaut. Die Bevölkerung war bis dahin angewachsen, doch nun zog es die Jugend vor, in den Lagerhäusern von Ferrol zu arbeiten, wo die Arbeit höher entlohnt wurde.
Die erste Hälfte des 19. Jahrhunderts gestaltete sich traurig. Die Einwohnerzahl schrumpfte, der Unabhängigkeitskrieg gegen die Napoleonische Besetzung kostete große Opfer. Von den fünfzehn Gemeinden, die dem Gerichtssitz von Cedeira angehörten, verließen acht diesen Verband. Dazu gehörte auch San Juan de Moeche mit seinem bedeutenden monatlichen Markt. In der zweiten Hälfte des Jahrhunderts erholte sich der Ort. Die Stadt erweiterte ihren Siedlungsraum am Meeresufer, Fabriken für Fleischkonserven und Fischzuchtbetriebe entstanden, Geldsendungen von Emigranten trugen zum Wohlstand bei.
Dieses Wachstum setzte sich im aufdämmernden 20. Jahrhundert fort. Die Stadt verschönerte sich, verbesserte die Versorgung und installierte Beleuchtung. Der Tourismus entwickelte sich als Wirtschaftszweig. Der spanische Bürgerkrieg unterbrach diese positive Entwicklung. Danach gewann der Ort erst allmählich, dann rasch wieder an Bedeutung und ist heute ein gepflegter Urlaubsort an der galicischen Nordküste.

## Feste

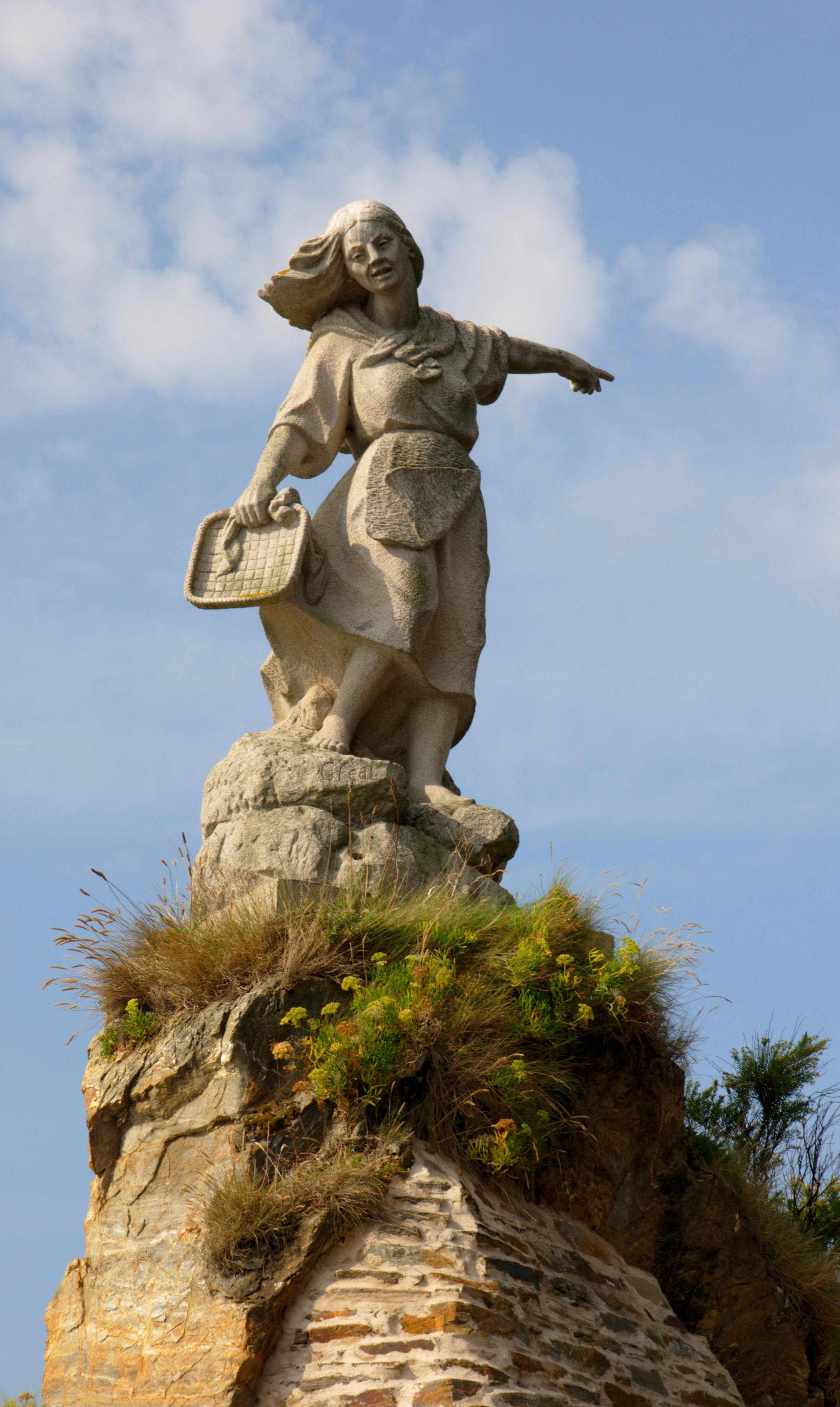
Statue der Fischersfrau am Hafen

Das wichtigste Fest im Jahr ist der 15. August, Mariä Himmelfahrt. Zu Ehren ihrer Schutzpatronin Nuestra Señora del Mar fahren die Fischer eine Prozession mit ihren geschmückten Booten.
Der Jahrestag von San Cosme de Piñeiro ist am 26. September. Am darauf folgenden frühen Sonntagmorgen um 1:00 Uhr wird bei der Kirche ein großes Feuerwerk abgebrannt. Anschließend gibt es bis in die Morgenstunden Musik und Tanz.
Weitere Festtage sind:
- die Kirchweih von San Isidro am 15. Mai;
- die Kirchweih von San Antonio am 13. Juni;
- das Fest der Heiligen Anna am 26. Juli;
- das Fest von San Félix de Esteiro am 31. Juli;
- die Kirchweih von San Andrés am 8. September.

## Erholung und Sehenswürdigkeiten

### Praza Roxa
Die ehemalige Praza do Sagrado Corazón wurde lange Jahre wegen ihres roten Belages von der örtlichen Bevölkerung Praza Roxa, Roter Platz, genannt. Im Juni 2016 beschloss die Stadtregierung, diesen volkstümlichen Namen offiziell zu übernehmen.
Auf den Platz und in den Cafés um ihn herum spielt sich ein großer Teil des kleinstädtischen Lebens ab. Kinder spielen auf dem Spielplatz am nördlichen Ende des Platzes oder nutzen den glatten roten Belag für rasante Fahrten mit Roller, Kinderfahrrad oder Rollerblades.

### Strände

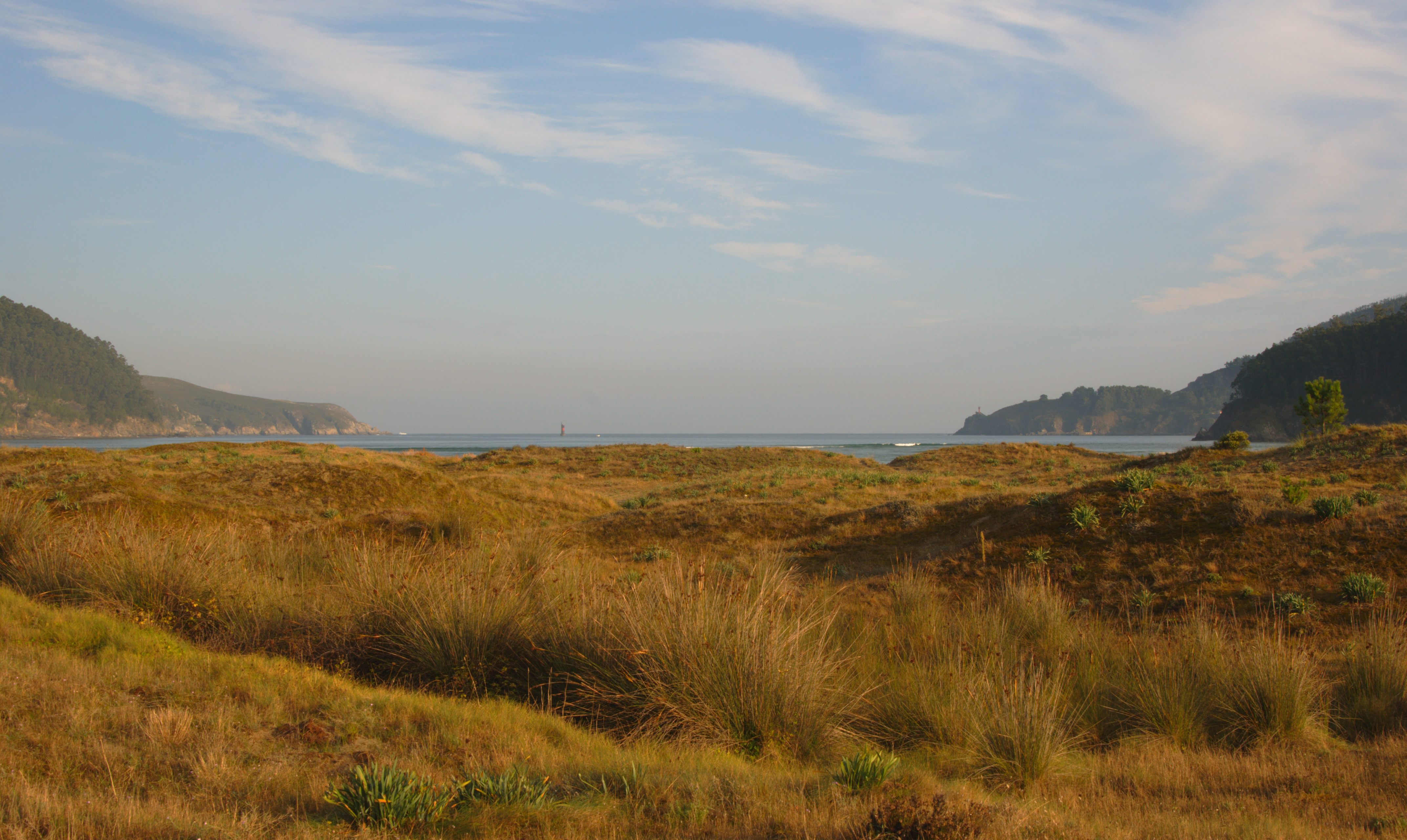
Praia Vilarrube

Cedeira bietet einen großen Hauptstrand und eine Anzahl kleiner, teilweise versteckter Strände:
- Der Hauptstrand, die 1.400 m lange Praia da Magdalena, liegt unmittelbar bei der Stadt. Er ist flach, geschützt und familienfreundlich. Bei Ebbe verwandelt sich das an der Flussmündung gelegene Ende allerdings in ein Watt, in dessen Schlick die Einheimischen nach Navajas, Messermuscheln, suchen.
- Die Praia Area Longa liegt am Hafen und ist bei Ebbe nicht verschlickt.
- Die Praia Sonreiras liegt unterhalb Punta Sarridal und ist über einen Fußpfad oder per Boot zugänglich.
- Die Praia Mi Señora liegt an der Nordseite der Landzunge Punta Robaleira und ist nur zu Fuß zugänglich. Man kann dort nur bei Ebbe baden, weil der kleine Sandstrand bei Flut völlig unter Wasser verschwindet.
- Die Praia das Burbullas (span. Burbujas für Luftblasen) liegt an der Südseite der Punta Robaleira und ist ebenfalls nur zu Fuß zugänglich. Sie trägt diesen Namen aufgrund der bei Ebbe aus dem Sand austretenden Luftblasen.

Beliebt bei den Badegästen von Cedeira ist auch die in wenigen Minuten mit dem Auto erreichbare Praia Vilarrube. Das geschützte Dünen- und Feuchtgebiet mit seiner großen Sandbank liegt südlich der Landzunge Punta Robaleira, gehört allerdings schon zum Gebiet von Valdoviño.

### Gebäude

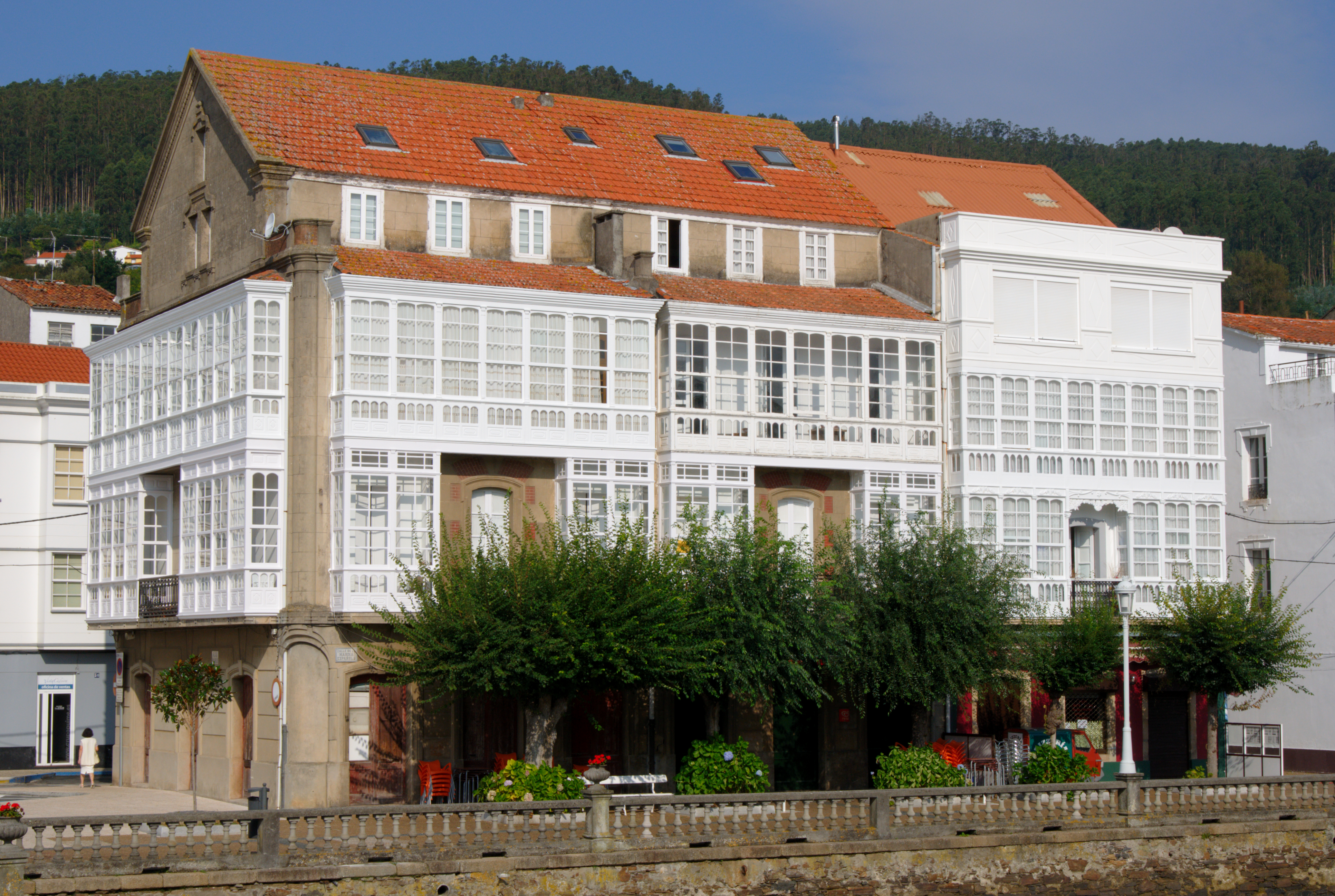
Haus im galicischen Stil an der Avenida marina

- Die gotische Pfarrkirche Santa María do Mar wurde im 14. Jahrhundert anstelle eines antiken Vorgängerbaus errichtet. Sie besteht aus drei Schiffen, einer rechteckigen Apsis und einer Kapelle. Später wurden Seitenteile angebaut, sodass ein Querschiff und ein kreuzförmiger Grundriss entstanden.
- Das Castelo da Concepción thront über dem Hafen auf dem Höhenrücken der Punta Sarridal.
- In Luftlinie nur wenige hundert Meter entfernt, über die Straße allerdings nur über einen kilometerlangen Umweg erreichbar, liegt die im 17. Jahrhundert erbaute Kapelle Ermida de San Antonio de Corveiro.
- In der Ortsmitte finden sich eine Reihe gepflegter Gebäude in typisch galicischer Architektur mit hellen, verglasten Veranden.
- Die beiden Leuchttürme an der Punta Candieira und an der Punta Robaleira markieren die Einfahrt in die Bucht von Cedeira. Die Punta Candieira ist über eine schmale, ca. 8 km lange Höhenstraße mit dem Auto erreichbar. Zur Punta Robaleira gelangt man nur zu Fuß auf einem Pfad durch dichten Eukalyptuswald.